# الدوري الألماني لكرة السلة 2012–13
الدوري الألماني لكرة السلة 2012–13 (بالألمانية: Basketball-Bundesliga 2012/13)‏ هو موسم من الدوري الألماني لكرة السلة. أقيم خلال الفترة 3 أكتوبر 2012 وحتى 16 يونيو 2013، وشارك فيه  18 فريقاً، وفاز فيه بروس باسكتس.